# Mylyn
Mylyn é um subsistema do Eclipse para gerenciamento de tarefas.
Mylyn é uma implementação de código aberto da interface focada em tarefas. Ele fornece uma interface de programação de aplicações para ferramentas que incorporam a interface focada em tarefas. Para desenvolvedores de software, ele ajuda um desenvolvedor a trabalhar eficientemente com muitas tarefas diferentes (como bugs, relatórios de problemas ou novos recursos). Tarefas são integradas ao Mylyn. Para todas as tarefas que foram integradas, o Mylyn monitora a atividade do usuário e tenta identificar informações relevantes para a tarefa manual. Ele usa este contexto de tarefa para focar a IU do Eclipse na informação relacionada. O Mylyn pode integrar com repositórios como Bugzilla, Trac, Redmine, Mantis, JIRA, codeBeamer, Unfuddle e Github.

## Nome do projeto
O nome do projeto vem de mielina, uma camada isolante que envolve os axônios dos neurônios. O nome original deste projeto, "Mylar", replicou uma marca de uma empresa de cinema boPET, desta forma a Fundação Eclipse mudou o nome do projeto.